# Daniele Chiarini
Daniele Chiarini (Bibbiena, 11 aprile 1979) è un allenatore di calcio ed ex calciatore italiano, di ruolo difensore.

## Carriera
Difensore centrale, debutta in Serie A con la Fiorentina il 1º giugno 1997 nel pareggio 1-1 contro la Sampdoria. La stagione seguente milita nell'Arezzo, mentre nel 1998 viene ingaggiato dall'Udinese che però non lo fa mai scendere in campo in Serie A. Nel 1999 scende in Serie C, prima nel Montevarchi e poi nel Faenza dove disputa due campionati di C2 da titolare.
Nel 2002 tenta l'avventura scozzese, prima con il Dundee Utd e poi nel Partick Thistle, complessivamente giocando 22 partite nella Scottish Premier League.
Nel 2004 torna in Italia, prima nel Martina in Serie C1, poi di nuovo nell'Arezzo in Serie B e nel 2006 al Pisa (dove conquista la promozione dalla C1 alla B). Nel 2008 viene ceduto alla Lucchese in Serie C1, mentre dall'estate 2009 si è accasato alla Sangiovannese come titolare in Lega Pro Seconda Divisione, restandovi fino al 2011 quando la società valdarnese viene estromessa dal professionismo.
Nell'estate 2011 passa al Pordenone in Serie D, dove disputa 4 partite segnando una rete, poi nel mese di novembre fa ritorno all'Arezzo dove rimane fino al termine della stagione disputando 10 partite.
Nel dicembre 2012 firma con il Riccione ancora in Serie D.

## Palmarès

### Club

#### Competizioni nazionali
- Supercoppa italiana: 1

Fiorentina: 1996